# Pokol Long Run
Pokol pri Long Run se je zgodil 13. septembra 1781 na križišču potoka Floyd's Fork s potokom Long Run, ob poti Falls Trace, v današnjem vzhodnem okrožju Jefferson, Kentucky.
Dan prej so se naseljenci na postaji Painted Stone, ki jo je ustanovil Squire Boone (brat bolj znanega Daniella Boona, izvedeli, da bo trdnjavo napadla velika indijanska vojna skupina pod poveljstvom lojalističnega stotnika Alexandra McKeeja. Večina se jih je odločila zapustiti to postajo in se preseliti na bolje branjene postaje blizu Beargrass Creeka, ranjenega Boona in še eno družino pa so pustili za seboj. Nekateri naseljenci so oklevali dva dni, preden so se premaknili proti postaji Linn's. Po izgubi dela vojaške straže je bila skupina napadena  8 miles (13 km) od postaje Linn's. Ubitih je bilo vsaj sedem naseljencev; indijanske izgube so neznane. Preživeli so pobegnili in do noči dosegli postajo Linn's.
Kljub zgodovinskim oznakam in vsaj enemu objavljenemu poročilu, ki navaja, da je bilo ubitih vsaj 60 ljudi in da jih je le nekaj pobegnilo, je bilo dejansko ubitih le okoli 15 naseljencev, nato pa še 17 vojakov pod polkovnikom Johnom Floydom, ki so bili napadeni naslednji dan, ko so šli pokopati njihove ostanke. Med drugim spopadom pa je bil ubit prisotni poglavar Wyandotov, kar je privedlo do razpršitve indijanskih sil in konca McKeejevega napada.
Ponovne uprizoritve se letno odvijajo  na območju Shelbyvillea v Kentuckyju, v bližini mesta pokola, v organizaciji Painted Stone Settlers.
- ''Squire Boone prečka gore z zalogami za svojega brata Daniela, utaborjenega v divjini Kentuckyja (1852)
- Tabla pri vhodu v park
- Prizor iz parka